# Glutelina
Le gluteline sono solubili in basi o in acidi diluiti, in detergenti, in agenti caotropici o riducenti. In genere sono proteine poliammine presenti nei semi di alcune piante. La glutenina è la glutelina più comune e si trova nel grano ed è responsabile di alcune delle caratteristiche del pane prodotto con farina raffinata. Sono state identificate anche le gluteline dell'orzo e della segale.
Esistono gluteline sia ad alto che a basso peso molecolare in queste specie, ed esse si uniscono tra loro con altre proteine, tramite legame a ponte disolfuro.
La glutelina ad alto peso molecolare delle triticee può essere un agente sensibilizzante per alcune celiachie negli individui che posseggono il gene recettore dell'antigene HLA-DQ8 class II.